# Chickamaw Beach
Chickamaw Beach é uma cidade localizada no estado americano de Minnesota, no Condado de Cass.

## Demografia
Segundo o censo americano de 2000, a sua população era de 148 habitantes.
Em 2006, foi estimada uma população de 145, um decréscimo de 3 (-2.0%).

## Geografia
De acordo com o United States Census Bureau tem uma área de
6,7 km², dos quais 5,7 km² cobertos por terra e 1,0 km² cobertos por água.

## Localidades na vizinhança
O diagrama seguinte representa as localidades num raio de 24 km ao redor de Chickamaw Beach.